# 壹番屋
株式會社壹番屋（日语：株式会社壱番屋）是一家起源於名古屋的食品公司，日本規模最大的咖哩飯連鎖餐廳「CoCo壹番屋咖哩」（日语：カレーハウス CoCo壱番屋）的經營者。

## 历史
CoCo壹番屋的成立，可以回溯至創始人宗次德二於1974年時開設的咖啡店，他因在店裡所銷售的咖哩飯受到食客一致讚賞，而於1978年創立「CoCo壹番屋咖哩」，創始店位於名古屋西郊的西枇杷島町，店名来自「カレーならココ一番や!」。其後於1982年於名古屋正式註冊成立公司，並在2004年達成1000家分店規模。2005年5月2日，壹番屋於東京證券交易所主板與名古屋證券交易所主板掛牌上市。
自創業起，其店鋪（日本國內）曾一直以「大胃王挑戰」作招徠，挑戰者成功於20分鐘內把一碟飯量1,300克的咖哩飯完全吃完，即可不用付費。但由於食物減廢法的實施，於2003年8月31日終止。
2013年1月17日，CoCo壹番屋獲金氏世界紀錄認定，為全球最大咖哩連鎖店。

### 海外業務
為了進軍海外市場，壹番屋在1994年（平成6年）初，於美國夏威夷州成立最早的海外分公司CoCoIchi Hawaii,inc，並於同年6月於歐胡島上開設全球第一家海外分店。之後陸續在中國（上海中山公園店，2004年9月）、台灣（台北漢口店，2005年9月）、韓國（首爾江南店，2008年3月）、泰國（曼谷Ratchada店，2008年8月）、香港（九龍鱷魚恤中心店，2010年6月）、美國本土（加州托倫斯Palm Plaza Torrance店，2011年2月）新加坡（烏節313＠somerset店，2011年9月）與印尼（雅加達Grand Indonesia店，2013年12月）開設海外據點。

### 年表
- 2008年：在泰國開第一家分店。
- 2008年：在韓國開第一家分店。[3]
- 2010年：宣佈將進軍美國本土與香港。[4]
- 2011年2月9日：於洛杉磯Palm Plaza開設美國本土第一家分店。此分店是由與大股東好侍食品的合資公司「ICHIBANYA USA」經營。
- 2015年12月8日：好侍食品集團本社收購壹番屋公司。

## 周邊業務
除了咖哩飯連鎖店的本業外，壹番屋也經營多個販賣其他種類食物的餐廳連鎖：
- Pasta de Coco（パスタ・デ・ココ）：燴義大利麵（日语：あんかけスパゲッティ）（一種發源自名古屋的地方特色麵食）專賣店。
- 麵屋CoCo壹（麺屋ここいち）：原本是咖哩烏龍麵專賣店，但逐漸轉變成咖哩拉麵專賣店。
- 咖哩麵包屋（カレーパン屋）：咖哩麵包專賣連鎖，通常採店中店方式在其他店鋪內設置專櫃。
- CoCoIchi Express（ココイチエキスプレス）：外送專賣店。
- Nukkui亭（にっくい亭）：漢堡排專賣店。
- 鰻屋壹番（うなぎ屋壱番）：櫃塗飯（日语：ひつまぶし）（一種名古屋當地的特色鰻魚飯類食物）專賣店。

## 圖片集

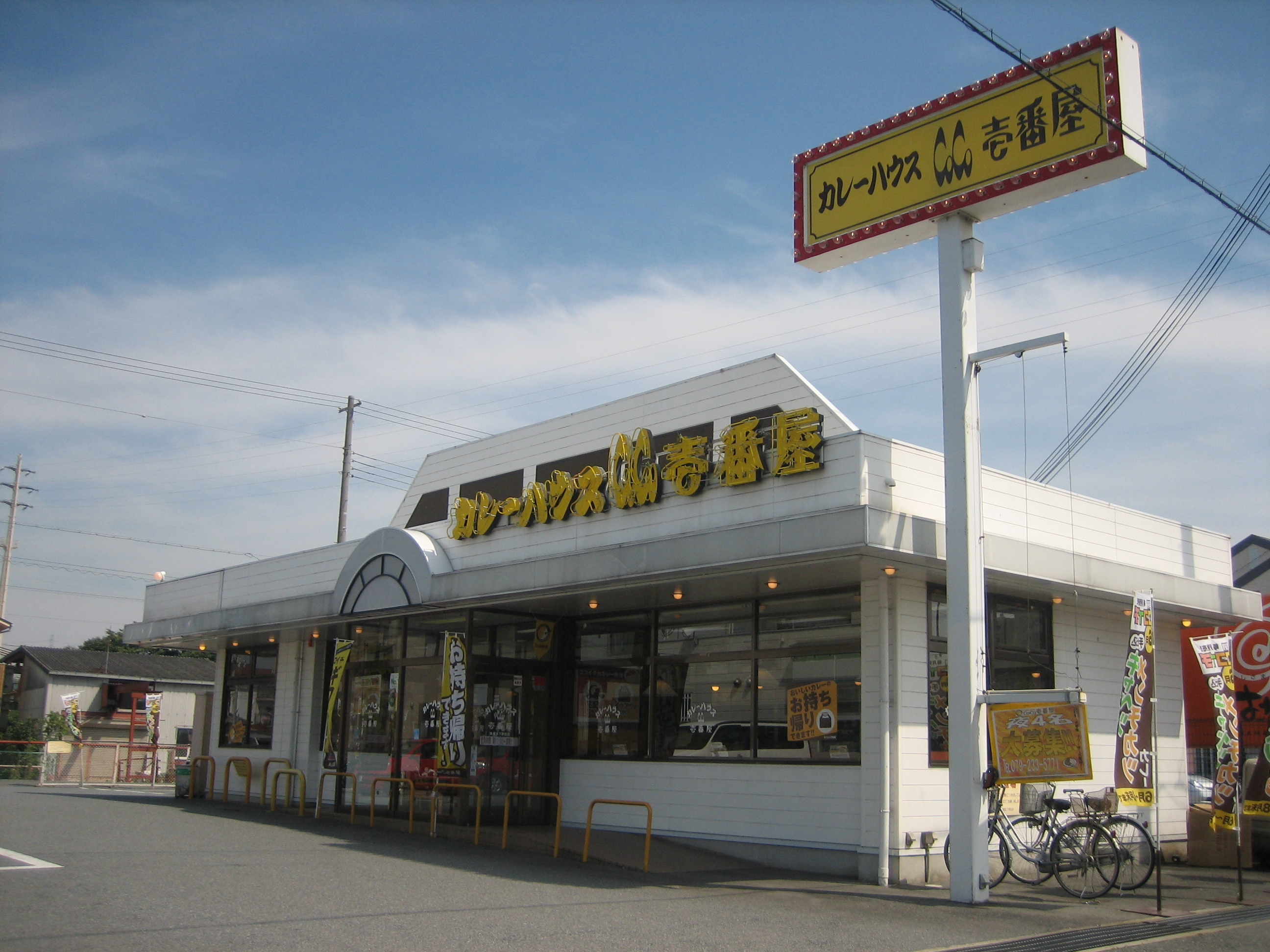
日本早期店舖外觀（下野田店，兵庫縣姬路市飾磨區）
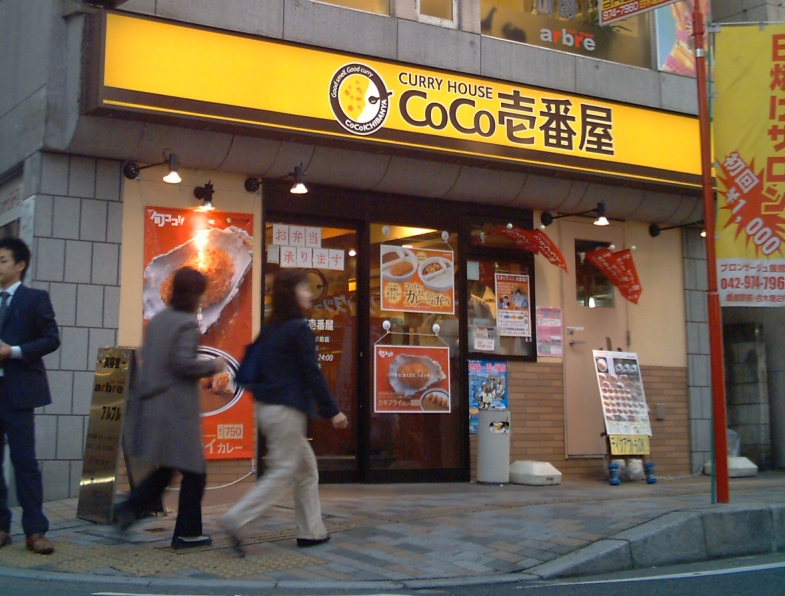
日本後期店舖外觀
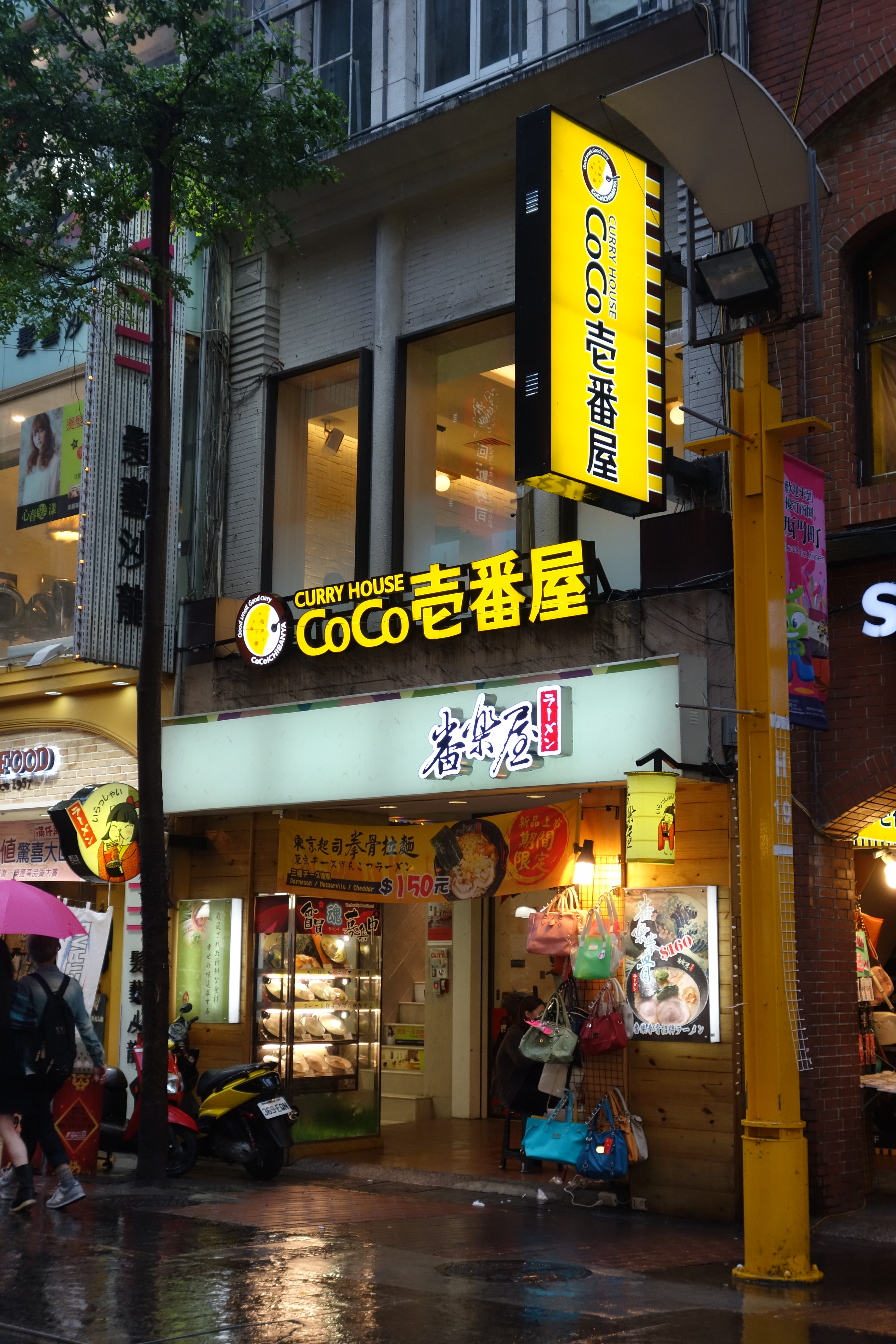
台灣台北市西門町台北漢中店
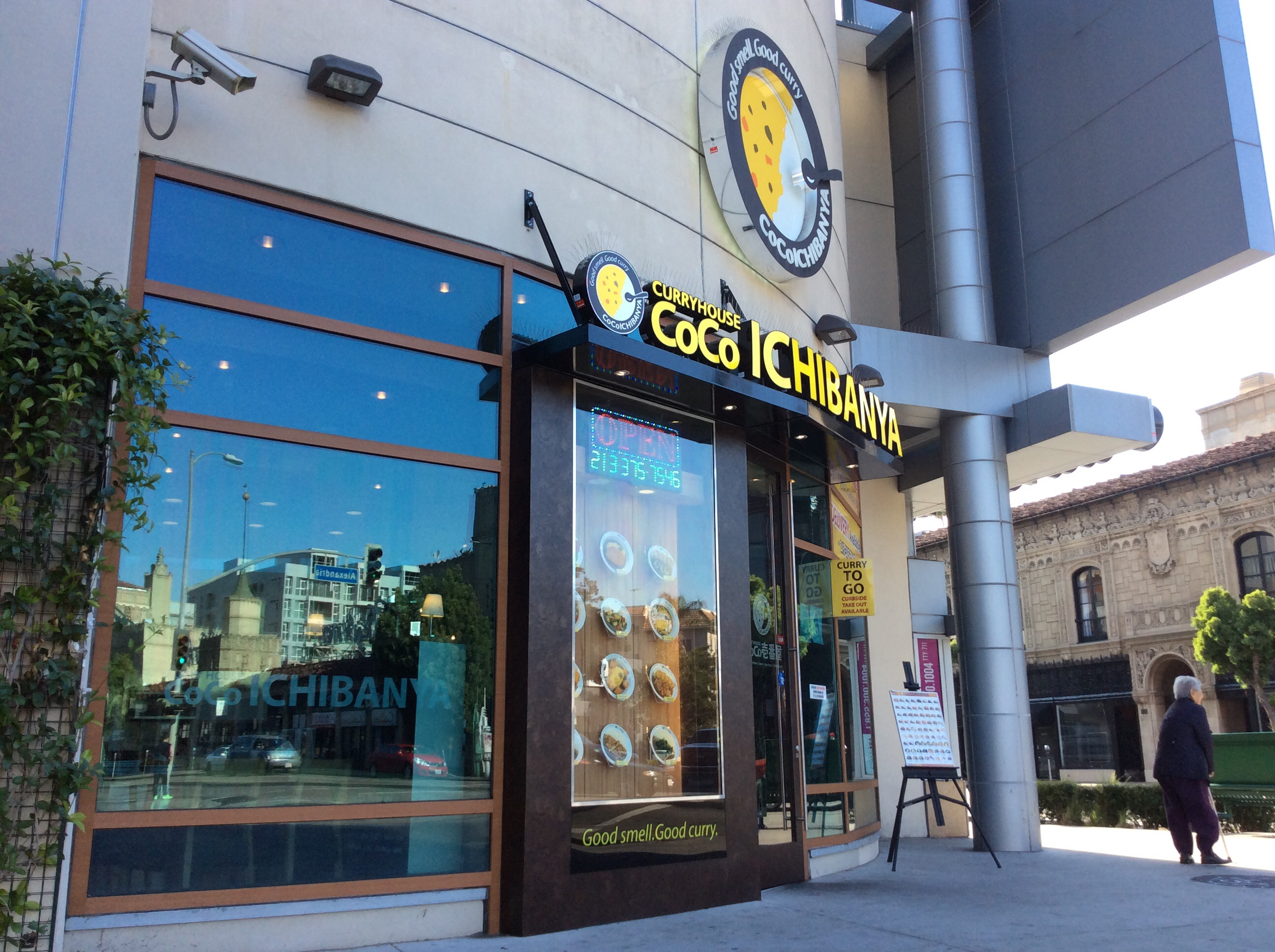
美国洛杉矶韩国城店
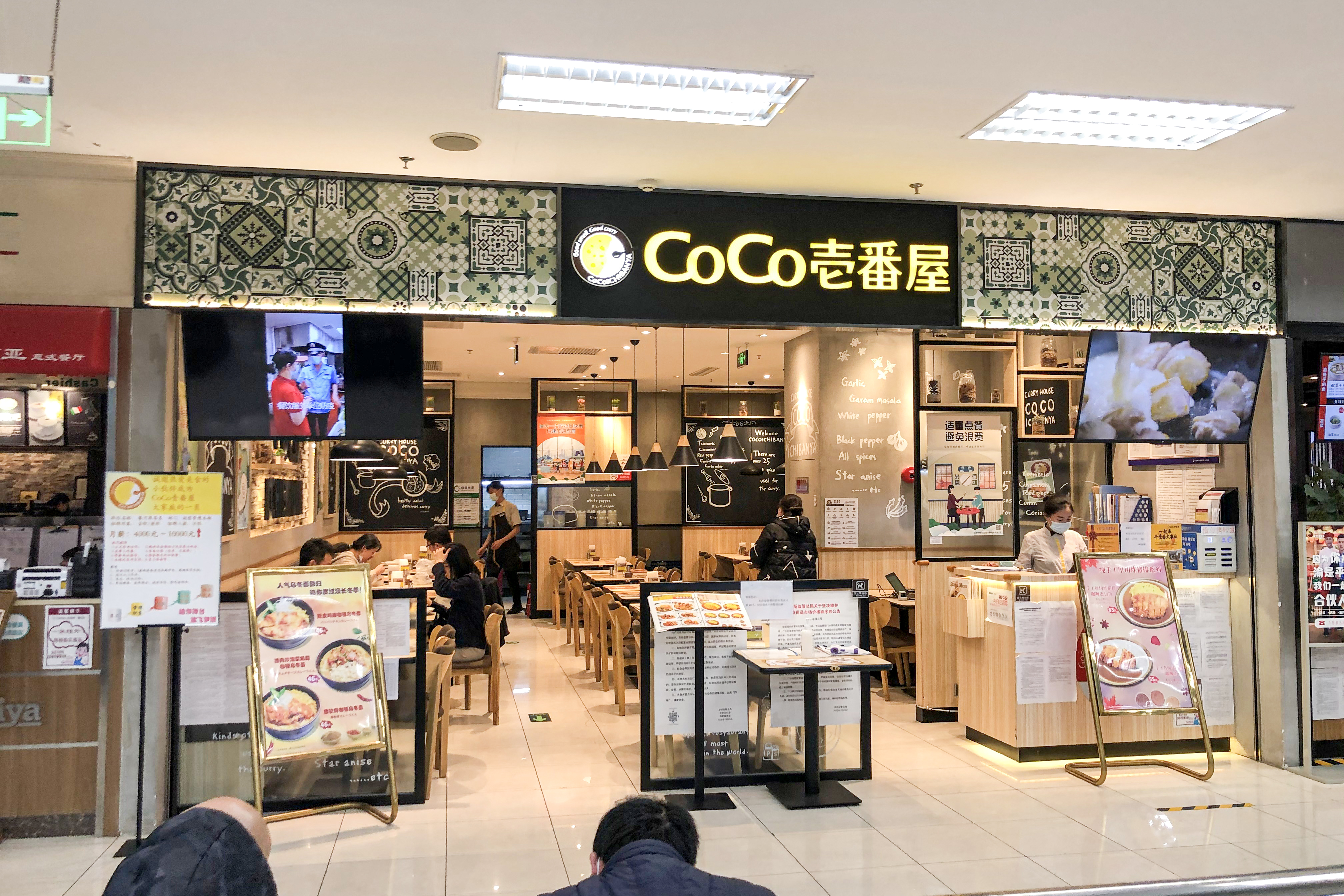
中国大陆北京市亚运村伊藤洋华堂店
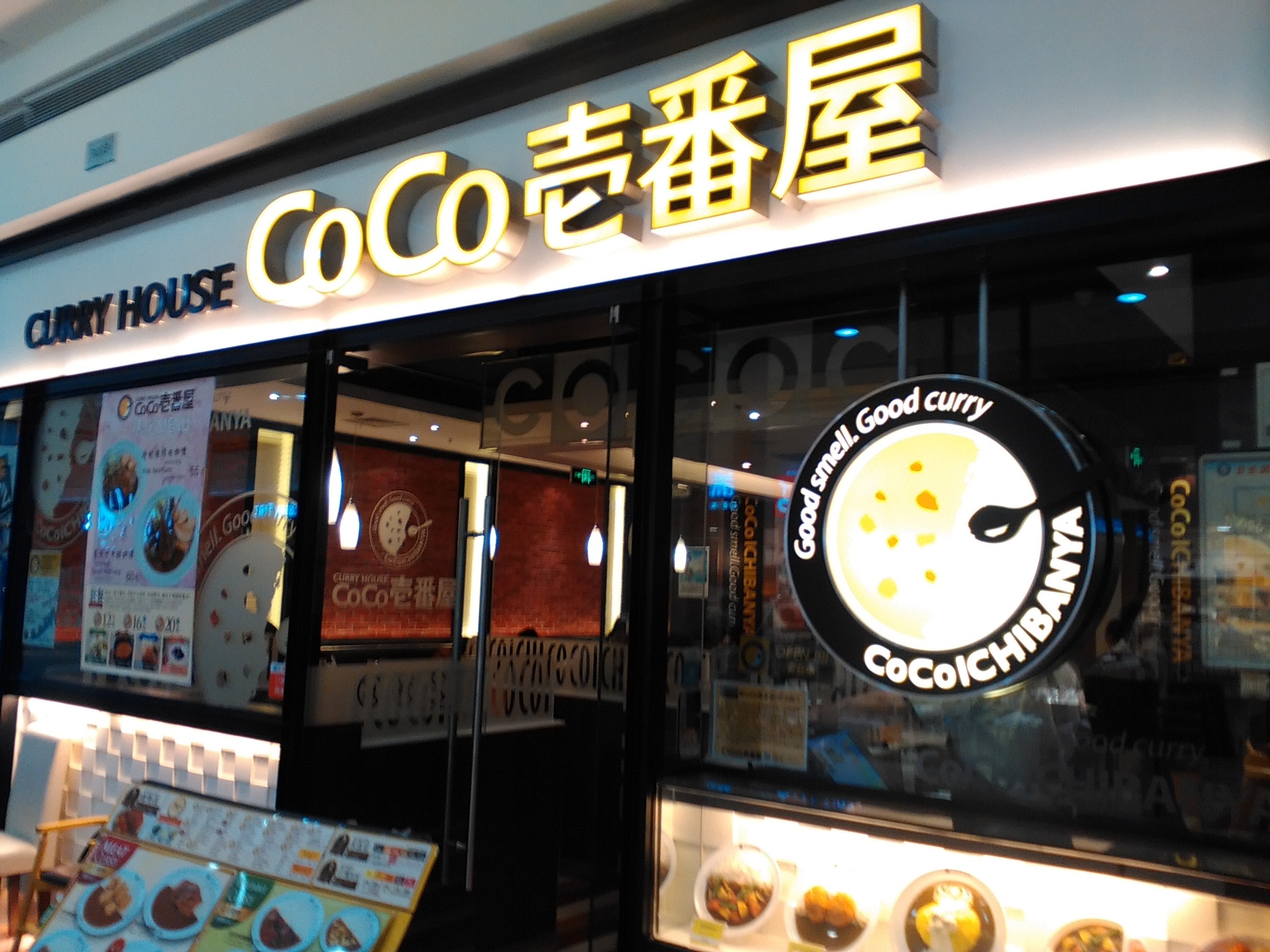
中国大陆江苏省苏州市印象城店
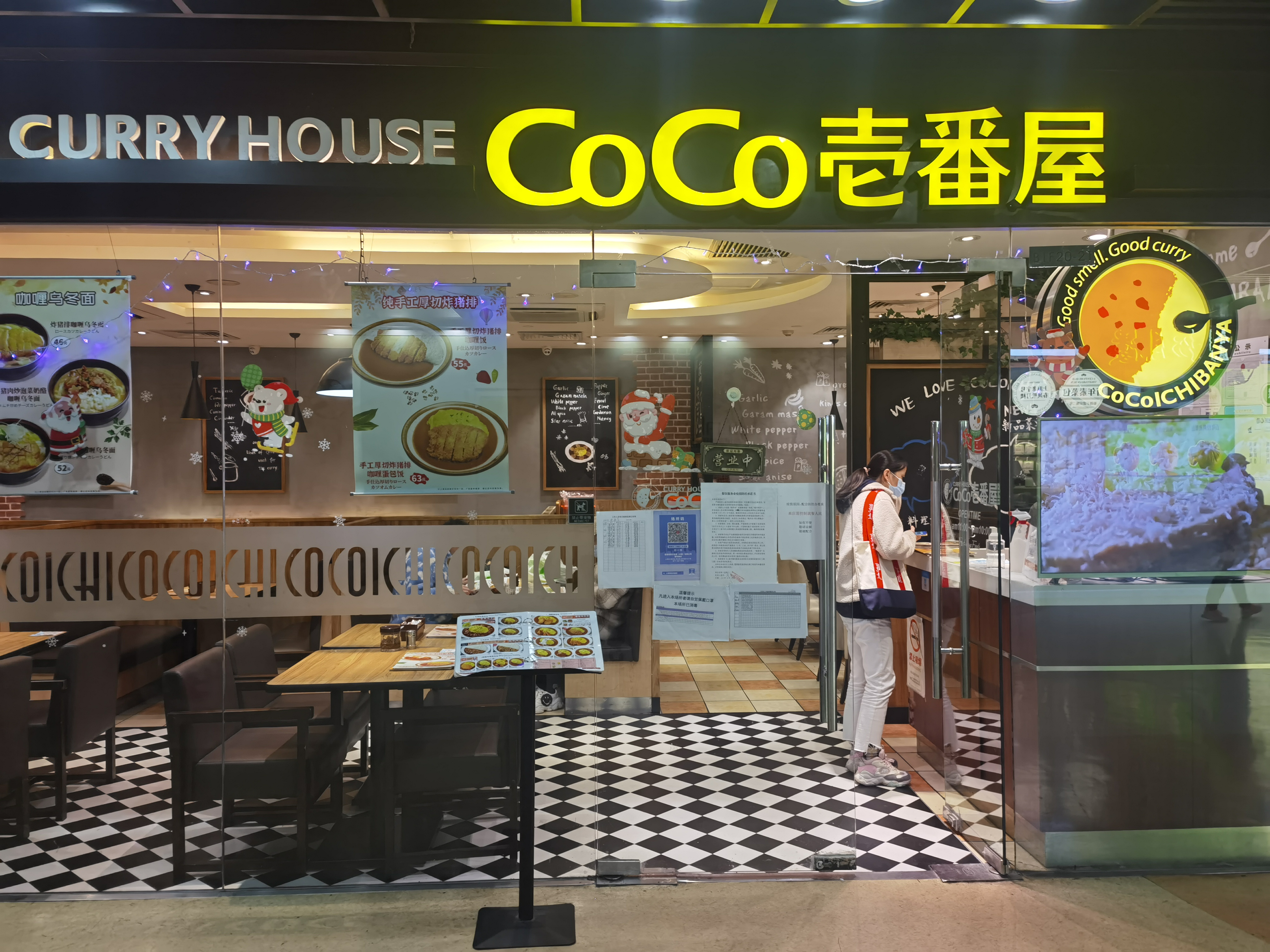
中国大陆上海市闵行区仲盛世界商城店

## 外部連結
- 株式会社壱番屋 （页面存档备份，存于）（日語）
- カレーハウスCoCo壱番屋公式(ココイチ)的X（前Twitter）
- YouTube上的壹番屋頻道
- 中国大陆CoCo壹番屋咖哩 （页面存档备份，存于）（简体中文）
- 香港CoCo壹番屋咖哩 （页面存档备份，存于）（繁體中文）
- 台灣CoCo壹番屋咖哩 （页面存档备份，存于）（繁體中文）